# Comparaison de lecteurs multimédia
Les tableaux suivants comparent les informations générales et techniques de certains lecteurs multimédia. Pour des informations plus précises sur un lecteur, il est préférable de consulter son propre article.

## Général
Informations générales : créateur/compagnie, licence/prix, etc.
|                               | Créateur                            | 1re date de sortie publique (année.mois.jour) | Version stable           | Prix (USD)                                        | Licence de logiciel                                                    | Format appartenant au lecteur       |
| ----------------------------- | ----------------------------------- | --------------------------------------------- | ------------------------ | ------------------------------------------------- | ---------------------------------------------------------------------- | ----------------------------------- |
| AlsaPlayer                    | Andy Lo-A-Foe                       | 1998.08.??                                    | 0.99.81                  | Gratuit                                           | GPL                                                                    | Aucun                               |
| ALShow                        | ESTsoft                             | 2004.00.00                                    | 1.62                     | Gratuit                                           | Propriétaire                                                           | .bmk (bookmarks), .ask (skins)      |
| Amarok                        | Mark Kretschmann                    | 2003.06.00                                    | 2.9                      | Gratuit                                           | GPL                                                                    | Aucun                               |
| Audacious                     | Beep Media Player & Ariadne Conill  | 2006.11.16                                    | 4.0.2                    | Gratuit                                           | GPL                                                                    | Aucun                               |
| AudioKonvertor                | Logipole                            | 2013.05.02                                    | 1.0.2                    | 20 €                                              | Partagiciel                                                            | Aucun                               |
| Audion                        | Panic                               |                                               | 3.0.2                    | Gratuit                                           | Propriétaire                                                           | Aucun                               |
| Banshee                       | Aaron Bockover                      | 2009.03.4                                     | 2.9                      | Gratuit                                           | MIT                                                                    | Aucun                               |
| Betaplayer                    | Gabor Kovacs                        | 2004.07.00                                    | 1.5                      | Gratuit                                           | GPL                                                                    | Aucun                               |
| Beep Media Player             | Milosz Derezynski                   | 2004.06.24                                    | 0.9.7                    | Gratuit                                           | GPL                                                                    | Aucun                               |
| BSplayer                      | Webteh                              | 2000.00.00                                    | 2.1                      | Gratuit (Adware), 29,90 € (pro)                   | Propriétaire                                                           | Aucun                               |
| Cactus Jukebox                | Sebastian Kraft                     | 2005.03.02                                    | 0.3.0stable              | Gratuit                                           | GPL                                                                    | Aucun                               |
| Clementine                    | David Sansome, John Maguire         | 2010.03.23                                    | 1.2                      | Gratuit                                           | GPL                                                                    | Aucun                               |
| Cmus (en)                     | Timo Hirvonen                       | 2004.06.09                                    | 2.5.0                    | Gratuit                                           | GPL                                                                    | Aucun                               |
| Cog                           | Vincent Spader                      | 2006.05.01                                    | 0.0.5                    | Gratuit                                           | GPL                                                                    | Aucun                               |
| DeliPlayer                    | Peter Kunath & Florian Vorberger    | 2000.00.00                                    | 2.03b                    | Gratuit (basique), 20 $ (pro)                     | Propriétaire                                                           | Aucun                               |
| Elecard MPEG Player           | Elecard Ltd.                        | 1999.11.00                                    | 4.0.3                    | 20,00 $                                           | Propriétaire                                                           | Aucun                               |
| Exaile                        | Adam Olsen                          |                                               | 4.0.2                    | Gratuit                                           | GPL                                                                    | Aucun                               |
| foobar2000                    | Peter Pawlowski                     | 2002.12.00                                    | 1.5.3                    | Gratuit                                           | Propriétaire (core), BSD (first-party components)                      | FPL (playlists)                     |
| Helium Music Manager 2006     | Intermedia Design                   | 2006.00.00                                    | 2.1.0.5160               | 39,00 $                                           | Propriétaire                                                           | Aucun                               |
| iTunes                        | Apple                               | 2001.01.09                                    | 12.10.5                  | Gratuit                                           | Propriétaire                                                           | Apple Lossless (part of QuickTime)  |
| Jajuk                         | Jajuk team                          | 2004.03.00                                    | 1.2                      | Gratuit                                           | GPL                                                                    | Aucun                               |
| JetAudio                      | jetAudio Inc.                       |                                               | 6.24VX                   | Gratuit (basique), 29 $ (plus)                    | Propriétaire                                                           | Aucun                               |
| JuK                           | Scott Wheeler                       | 2003.02.00                                    | 2.1                      | Gratuit                                           | GPL                                                                    | Aucun                               |
| Kaffeine                      | KDE                                 | 2003.00.00                                    | 0.8.3                    | Gratuit                                           | GPL                                                                    | Aucun                               |
| KSP Sound Player              | Kalliope s.c.                       | 2005.12.00                                    | 2006                     | Gratuit                                           | Kalliope Software License                                              | Aucun                               |
| Light Alloy                   | Velikanov Ilya                      | 2001.12.21                                    | 4.0                      | Gratuit (essai, test) / 9,95 $                    | Propriétaire                                                           | Aucun                               |
| Listen                        | Mehdi Abaakouk                      |                                               | 0.4.3                    | Gratuit                                           | GPL                                                                    | Aucun                               |
| Mac Blu-ray Player            | Macgo Inc.                          | 2011.07.07                                    | 2.8.9                    | 31,00 €                                           | Propriétaire                                                           | Aucun                               |
| Media Center                  | J. River                            | 2007.09.00                                    | 17.0.184                 | 40,00 $                                           | Propriétaire                                                           | Aucun                               |
| Media Player Classic          | Gabest                              | 2003.05.29                                    | 6.4.9.0                  | Gratuit                                           | GPL                                                                    | .mpcpl (playlists) .dsm (container) |
| MediaFrame                    | Airlock Limited                     | 2004.10.00                                    | 2.0                      | Gratuit                                           | GPL                                                                    | Aucun                               |
| MediaMonkey                   | Ventis Media Inc.                   | 2003.08.25                                    | 4.1.27                   | Standard gratuit, Gold 24,95 $; Lifetime 49,95 $  | Propriétaire                                                           | Aucun                               |
| Mesk                          | Travis Shirk                        | 2006.05.27                                    | 0.1.2                    | Gratuit                                           | GPL                                                                    | Aucun                               |
| MP3Toys                       | Robert Frahm                        | 2004.04.00                                    | 2.2                      | 14,95 $                                           | Propriétaire                                                           | Aucun                               |
| MPlayer                       | MPlayer                             | 2000.09.00                                    | 1.4                      | Gratuit                                           | GPL                                                                    | Aucun                               |
| MPXPLAY                       | MPXPLAY                             | 1998.00.00                                    | Mpxplay v1.53, v1.54beta | Gratuit                                           | GPL                                                                    | Aucun                               |
| mpv (lecteur multimédia) (en) | Mpv                                 | 7 apût 2013                                   | Mpv v0.39.0              | Gratuit                                           | Selon les parties, GPLv2+, LGPLv2.1+, et parties optionnelles en GPLv3 | Aucun                               |
| MusicBee                      | Steven Mayall                       | 2008.12.04                                    | 3.3.7491                 | Gratuit                                           | Logiciel propriétaire                                                  | Aucun                               |
| Music Player Daemon           | Warren Dukes                        | 2003.05.00                                    | 0.13.0                   | Gratuit                                           | GPL                                                                    | Aucun                               |
| Musicmatch Jukebox            | Yahoo!                              | 1998.05.00                                    | 10.1                     | Gratuit (basic), 19,99 $ (plus)                   | Propriétaire                                                           | Aucun                               |
| musikCube                     | Casey Langen                        |                                               | 1.0 RC2                  | Gratuit                                           | BSD                                                                    | Aucun                               |
| Muzikbrowzer                  | Pecan Ventures                      | 2003.00.00                                    | 1.0                      | 20,00 $                                           | Propriétaire                                                           | N/A                                 |
| Napster                       | William Christopher Gorog           | 2003.10.00                                    | 3.7.2.6                  | 9,95 $ et plus                                    | Propriétaire                                                           |                                     |
| NicePlayer                    | Jay Tuley & Robert Chin             | 2004.06.00                                    | 0.94.1                   | Gratuit                                           | GPL / MPL                                                              | .nicelist (playlists)               |
| Ogle                          | Chalmers tekniska högskola          | 1999.00.00                                    | 0.9.2                    | Gratuit                                           | GPL                                                                    | Aucun                               |
| PACo Producer                 | CoSA (The Company of Science & Art) | 1991.05.00                                    | 1.0                      | 199 $ (n'existe plus)                             | Propriétaire                                                           | CAVF                                |
| Qmmp                          | Ilya Kotov                          | 2007.03.21                                    | 1.1.9                    | Gratuit                                           | GPL                                                                    | Aucun                               |
| QuickPlayer                   | Jan Vorel                           | 2006.07.00                                    | 1.00 beta 53             | Gratuit                                           | GPL                                                                    | Aucun                               |
| QuickTime                     | Apple                               | 1991.12.00                                    | 7.1.3                    | Gratuit (basique), 29,95 $ (pro)                  | Propriétaire                                                           | QuickTime                           |
| Quickview pro (QV pro)        | Wolfgang Hesseler                   | 1994.00.00                                    | 2.57                     | 23 $/15 $                                         | Propriétaire                                                           | Aucun                               |
| Quintessential Player         | Paul Quinn                          | 1997.00.00                                    | 4.51                     | Gratuit                                           | Propriétaire                                                           | Aucun                               |
| Radioactive Player            | Shady Industries                    | 2005.00.00                                    | 1.0.1                    | Gratuit                                           | Propriétaire                                                           | Aucun                               |
| RealPlayer                    | RealNetworks                        | 1995.00.00                                    | 11.1                     | Gratuit (basique)                                 | Propriétaire                                                           | RealAudio, RealVideo                |
| Rhapsody                      | RealNetworks                        | 2003.00.00                                    | 4.0                      | Gratuit                                           | Propriétaire                                                           | Aucun                               |
| Rhythmbox                     | Colin Walters                       | 2004.04.00                                    | 0.12.0                   | Gratuit                                           | GPL                                                                    | Aucun                               |
| RM-X Player                   | Prodiff                             | 2002.09.00                                    | 5.2.0                    | 10                                                | Propriétaire                                                           | Aucun                               |
| SimpleCenter                  | SimpleDevices, Inc.                 | 2002.00.00                                    | 4.0                      | Gratuit                                           | Propriétaire                                                           | Aucun                               |
| SnackAmp                      | Tom Wilkason                        | 2002.01.00                                    | 3.1.2                    | Gratuit                                           | GPL                                                                    | Aucun                               |
| Songbird                      | Pioneers of the Inevitable          | 2006.02.08                                    | 2.2.0, Build 2453        | Gratuit                                           | GPL                                                                    | Aucun                               |
| Sonique                       | Media Science                       | 1998.11.00                                    | 1.96                     | Gratuit                                           | Propriétaire                                                           | Aucun                               |
| The KMPlayer                  | Kang, YoungHuee                     | 2002.12.00                                    | 2.9.2.1100               | Gratuit                                           | Propriétaire                                                           | .kpl (playlists)                    |
| Tomahawk                      | Tomahawk Development Team           | 2011.03.25                                    | 0.8.2                    | Gratuit                                           | GPL                                                                    | Aucun                               |
| Totem Movie Player            | L'équipe Totem                      | 2002.07.00                                    | 2.16.2                   | Gratuit                                           | GPL                                                                    | Aucun                               |
| TrayPlayer                    | @MAX software                       |                                               | 1.01b                    | Gratuit                                           | Propriétaire                                                           |                                     |
| Vidlizard                     | Softdepia software agency           | 2003.12.00                                    | 1.24                     | 24,95 $                                           | Propriétaire                                                           | Aucun                               |
| VLC media player              | VideoLAN                            | 2000.02.00                                    | 3.0.21, 3.6.4, et 3.6.3  | Gratuit                                           | GPL                                                                    | Aucun                               |
| VUPlayer                      | James Chapman                       | 2000.00.00                                    | 2.42                     | Gratuit                                           | Propriétaire                                                           | Aucun                               |
| Winamp                        | Nullsoft                            | 1997.06.00                                    | 5.63                     | Gratuit (basique), 19,95 $ (Pro)                  | Propriétaire                                                           | NSA, NSV                            |
| Windows Media Player          | Microsoft                           | 1992.11.00                                    | 12                       | Gratuit                                           | Propriétaire                                                           | WMA, WMV                            |
| WMV Player                    | Telestream, Inc.                    |                                               | 2.0.2                    | Gratuit                                           | Propriétaire                                                           | Aucun                               |
| xine                          | xine                                | 2000.08.00                                    | 1.1.2                    | Gratuit                                           | GPL                                                                    | Aucun                               |
| XMMS                          | XMMS                                | 1997.11.00                                    | 1.2.10                   | Gratuit                                           | GPL                                                                    | Aucun                               |
| XMPlay                        | Ian Luck                            | 1998.07.00                                    | 3.3                      | Gratuit                                           | Propriétaire                                                           | Aucun                               |
| Zinf                          | Zinf                                | 2002.04.00                                    | 2.2.5                    | Gratuit                                           | GPL                                                                    | Aucun                               |
| Zoom Player                   | Inmatrix                            | 2006.12.28                                    | 5.00                     | Gratuit (basique) 27,95 $ (pro) 35,95 $ (wmv pro) | Propriétaire                                                           | Aucun                               |
|                               | Créateur                            | 1re date de sortie publique (année.mois.jour) | Version stable           | Prix (USD)                                        | Licence de logiciel                                                    | Format appartenant au lecteur       |

## Systèmes d'exploitation compatibles
Les systèmes d'exploitation sur lesquels les lecteurs peuvent tourner nativement (sans émulation).
|                       | Windows                 | macOS                               | GNU/Linux                                     | BSD Unix | Solaris | Autre Unix | DOS (FreeDOS, Dr-DOS) |
| --------------------- | ----------------------- | ----------------------------------- | --------------------------------------------- | -------- | ------- | ---------- | --------------------- |
| AlsaPlayer            | Non                     | PPC native                          | Oui                                           | Oui      | Oui     | Oui        | Non                   |
| ALShow                | Oui                     | Non                                 | Non                                           | Non      | Non     | Non        | Non                   |
| Amarok                | Oui                     | Oui (via X11 layer)                 | Oui                                           | Oui      | Oui     | Oui        | Non                   |
| Audacious             | Non                     | Non                                 | Oui                                           | Oui      | Oui     | Oui        | Non                   |
| AudioKonvertor        | Oui                     | Non                                 | Non                                           | Non      | Non     | Non        | Non                   |
| Audion                | Non                     | PPC native                          | Non                                           | Non      | Non     | Non        | Non                   |
| Banshee               | En cours                | Oui                                 | Oui                                           | Non      | Non     | Non        | Non                   |
| BSplayer              | 2000/XP/2003 uniquement | Non                                 | Non                                           | Non      | Non     | Non        | Non                   |
| Clementine            | Oui                     | Oui                                 | Oui                                           | Non      | Non     | Non        | Non                   |
| Cmus                  | Non                     | Oui                                 | Oui                                           | Oui      | Oui     | Oui        | Non                   |
| Cog                   | Non                     | 10.3 PPC and higher                 | Non                                           | Non      | Non     | Non        | Non                   |
| DeliPlayer            | Oui                     | Non                                 | Non                                           | Non      | Non     | Non        | Non                   |
| Dékibulle             | Oui                     | Non                                 | Non                                           | Non      | Non     | Non        | Non                   |
| Elecard MPEG Player   | Oui                     | Non                                 | Non                                           | Non      | Non     | Non        | Non                   |
| foobar2000            | 2000+ only since v0.9   | Non                                 | Non                                           | Non      | Non     | Non        | Non                   |
| iTunes                | 2000+ only              | Oui                                 | Non                                           | Non      | Non     | Non        | Non                   |
| JetAudio              | Oui                     | Non                                 | Non                                           | Non      | Non     | Non        | Non                   |
| JuK                   | Non                     | Non                                 | Oui                                           | Oui      | Oui     | Oui        | Non                   |
| Kaffeine              | Non                     | Non                                 | Oui                                           | Non      | Non     | Oui        | Non                   |
| KSP Sound Player      | Oui                     | Non                                 | Non                                           | Non      | Non     | Non        | Non                   |
| Light Alloy           | Oui                     | Non                                 | Non                                           | Non      | Non     | Non        | Non                   |
| Listen                | Non                     | Non                                 | Oui                                           | ?        | ?       | ?          | Non                   |
| Mac Blu-ray Player    | Oui                     | Oui                                 | Non                                           | Non      | Non     | Non        | Non                   |
| MediaFrame            | Oui                     | PPC native                          | Oui                                           | Oui      | Oui     | Oui        | Non                   |
| Media Center          | Oui                     | Non                                 | Non                                           | Non      | Non     | Non        | Non                   |
| MediaMonkey           | Oui                     | Non                                 | Non                                           | Non      | Non     | Non        | Non                   |
| Media Player Classic  | Oui                     | Non                                 | Non                                           | Non      | Non     | Non        | Non                   |
| MP3Toys               | Oui                     | Non                                 | Non                                           | Non      | Non     | Non        | Non                   |
| MPlayer               | Oui                     | Oui                                 | Oui                                           | Oui      | Oui     | Oui        | Oui                   |
| MPXPLAY               | Oui (win9x/me)          | Non                                 | Non                                           | Non      | Non     | Non        | Oui                   |
| MusicBee              | Oui                     | Non                                 | Non                                           | Non      | Non     | Non        | Non                   |
| Music Player Daemon   | Non                     | Oui                                 | Oui                                           | Oui      | Oui     | Oui        | Non                   |
| Musicmatch Jukebox    | Oui                     | Non                                 | Non                                           | Non      | Non     | Non        | Non                   |
| musikCube             | 2000/XP/2003 only       | Non                                 | Non                                           | Non      | Non     | Non        | Non                   |
| Muzikbrowzer          | 2000/XP/2003 only       | Non                                 | Non                                           | Non      | Non     | Non        | Non                   |
| NicePlayer            | Non                     | Oui                                 | Non                                           | Non      | Non     | Non        | Non                   |
| Ogle                  | Non                     | ?                                   | Oui                                           | Oui      | ?       | Oui        | Non                   |
| QuickPlayer           | Oui                     | Non                                 | Non                                           | Non      | Non     | Non        | Non                   |
| QuickTime             | 2000/XP/2003 seulement  | Oui                                 | Non                                           | Non      | Non     | Non        | Non                   |
| Quintessential Player | Oui                     | Non                                 | Non                                           | Non      | Non     | Non        | Non                   |
| Quickview pro         | Oui (win9x/me)          | Non                                 | Oui                                           | Non      | Non     | Non        | Oui                   |
| Radioactive Player    | Oui                     | Non                                 | Non                                           | Non      | Non     | Non        | Non                   |
| RealPlayer            | Oui                     | Oui                                 | Oui                                           | Oui      | Non     | Oui        | Non                   |
| Rhapsody              | Oui                     | Non                                 | Non                                           | Non      | Non     | Non        | Non                   |
| Rhythmbox             | Non                     | Non                                 | Oui                                           | Oui      | Oui     | Oui        | Non                   |
| SimpleCenter          | Oui                     | Non                                 | Non                                           | Non      | Non     | Non        | Non                   |
| SnackAmp              | Oui                     | Non                                 | Oui                                           | Oui      | Oui     | Oui        | Non                   |
| Songbird              | Oui                     | Oui                                 | Oui                                           | Non      | Non     | Non        | Non                   |
| Sonique               | Oui                     | Non                                 | Non                                           | Non      | Non     | Non        | Non                   |
| The KMPlayer          | Oui                     | Non                                 | Non                                           | Non      | Non     | Non        | Non                   |
| Tomahawk              | Oui                     | Oui                                 | Oui                                           | Oui      | Oui     | Oui        | Non                   |
| Totem Movie Player    | Non                     | Non                                 | Oui                                           | Oui      | Oui     | Oui        | Non                   |
| Vidlizard             | Oui                     | Non                                 | Non                                           | Non      | Non     | Non        | Non                   |
| VLC                   | Oui                     | Oui                                 | Oui                                           | Oui      | Oui     | Oui        | Non                   |
| VUPlayer              | Oui                     | Non                                 | Non                                           | Non      | Non     | Non        | Non                   |
| Winamp                | Oui                     | Non                                 | Modèle:Dropped2 Last version is a beta of 2.x | Non      | Non     | Non        | Non                   |
| Windows Media Player  | Oui                     | Modèle:Dropped2 Only WMP9 Supported | Non                                           | Non      | Non     | Non        | Non                   |
| WMV Player            | Non                     | Oui. Replaces Windows Media Player  | Non                                           | Non      | Non     | Non        | Non                   |
| xine                  | Non                     | PPC native                          | Oui                                           | Oui      | Oui     | Oui        | Non                   |
| XMMS                  | Non                     | Oui (via X11 layer)                 | Oui                                           | Oui      | Oui     | Oui        | Non                   |
| XMPlay                | Oui                     | Non                                 | Non                                           | Non      | Non     | Non        | Non                   |
| Yahoo Music Engine    | Oui                     | ?                                   | Non                                           | Non      | Non     | Non        | Non                   |
| Zinf                  | Oui                     | Non                                 | Oui                                           | Oui      | Oui     | Oui        | Non                   |
| Zoom Player           | Oui                     | Non                                 | Non                                           | Non      | Non     | Non        | Non                   |
|                       | Windows                 | macOS                               | GNU/Linux                                     | BSD Unix | Solaris | Autre Unix | DOS (FreeDOS, Dr-DOS) |

## Caractéristiques
Caractéristiques de chacun des lecteurs ; les notes en bas de pages sont des informations quant au support de telle fonctionnalité dans une version supérieure du lecteur ou via une extension.
|                       | Lecteur audio | Lecteur vidéo       | Outbound streaming | Apparence personnalisable | Media Database | Gapless Audio Decoding   | Visualisation musicale | Utilisation à distance |
| --------------------- | ------------- | ------------------- | ------------------ | ------------------------- | -------------- | ------------------------ | ---------------------- | ---------------------- |
| AlsaPlayer            | Oui           | Non                 | Non                | Non                       | Non            | Non                      | Oui                    | Oui                    |
| ALShow                | Oui           | Oui                 | Oui                | Oui                       | Non            | Non                      | Non                    | Non                    |
| Amarok                | Oui           | Partiel             | Oui                | Partiel                   | Oui            | Oui                      | Oui                    | Oui                    |
| Audacious             | Oui           | Non                 | Non                | Oui                       | Non            | Non                      | Oui                    | ?                      |
| AudioKonvertor        | Oui           | Non                 | Non                | Non                       | Non            | Non                      | Non                    | Non                    |
| Audion                | Oui           | Non                 | Non                | Oui                       | Non            | ?                        | Oui                    | ?                      |
| Banshee               | Oui           | Oui                 | Oui                | Partiel                   | Oui            | Non                      | Partiel In Development | Oui                    |
| BSplayer              | Oui           | Oui                 | Oui                | Oui                       | Oui            | ?                        | Non                    | Oui                    |
| Clementine            | Oui           | Non                 | Oui                | Partiel                   | Oui            | Oui                      | Oui                    | Oui                    |
| Cmus                  | Oui           | Non                 | Non                | Non                       | Non            | Non                      | Non                    | Oui                    |
| Cog                   | Oui           | Non                 | Non                | Non                       | Non            | Oui                      | Non                    | ?                      |
| DeliPlayer            | Oui           | Non                 | Non                | Oui                       | Non            | ?                        | ?                      | ?                      |
| Elecard MPEG Player   | Oui           | Oui                 | Non                | Non                       | Non            | Non                      | Non                    | ?                      |
| foobar2000            | Oui           | Non                 | Oui                | Oui                       | Oui            | Oui                      | Oui                    | Oui                    |
| iTunes                | Oui           | Oui                 | Oui                | Partiel                   | Oui            | Oui                      | Oui                    | Partiel                |
| JetAudio              | Oui           | Oui                 | Partiel            | Oui                       | Oui            | ?                        | Oui                    | ?                      |
| JuK                   | Oui           | Non                 | Non                | Non                       | Oui            | ?                        | ?                      | ?                      |
| KSP Sound Player      | Oui           | Non                 | Non                | Oui                       | Oui            | Oui                      | Oui                    | ?                      |
| Light Alloy           | Oui           | Oui                 | ?                  | Oui                       | ?              | ?                        | ?                      | ?                      |
| Listen                | Oui           | Non                 | Non                | Non                       | Oui            | Non                      | Oui                    | ?                      |
| Mac Blu-ray Player    | Oui           | Oui                 | Oui                | Oui                       | Non            | Oui                      | Oui                    | Oui                    |
| MediaFrame            | Oui           | Oui                 | Oui                | Oui                       | Non            | ?                        | ?                      | ?                      |
| Media Center          | Oui           | Oui                 | Oui                | Oui                       | Oui            | Oui                      | Oui                    | Oui                    |
| MediaMonkey           | Oui           | Partiel             | Partiel            | Oui                       | Oui            | Oui                      | Oui                    | ?                      |
| Media Player Classic  | Oui           | Oui                 | Non                | Non                       | Non            | ?                        | Non                    | Oui                    |
| MPlayer               | Oui           | Oui                 | Oui                | Oui                       | Non            | Non                      | Non                    | Oui                    |
| MPXPLAY               | Oui           | (only sound output) | ?                  | text-interface            | Oui            | Oui                      | Oui                    | Oui (also lcd-support) |
| MusicBee              | Oui           | Non                 | Non                | Oui                       | Oui            | Oui                      | Oui                    | Oui                    |
| Musicmatch Jukebox    | Oui           | Non                 | Non                | Oui                       | Oui            | ?                        | Oui                    | ?                      |
| Music Player Daemon   | Oui           | Non                 | ?                  | Oui                       | Oui            | Oui                      | Non                    | Oui                    |
| musikCube             | Oui           | Non                 | Non                | Non                       | Oui            | ?                        | ?                      | ?                      |
| Muzikbrowzer          | Oui           | Non                 | Non                | Partiel                   | Oui            | Non                      | Non                    | Oui                    |
| NicePlayer            | Oui           | Oui                 | Non                | Non                       | Non            | Non                      | Non                    | Oui                    |
| QuickPlayer           | Oui           | Non                 | Non                | Non                       | Non            | ?                        | ?                      | ?                      |
| QuickTime             | Oui           | Oui                 | Partiel            | Partiel                   | Non            | Non                      | Non                    | ?                      |
| Quintessential Player | Oui           | Oui                 | Partiel            | Oui                       | Oui            | Oui                      | Oui                    | ?                      |
| Quickview pro         | Oui           | Oui                 | Non                | text-user-interface       | Non            | Oui                      | Non                    | Non                    |
| Radioactive Player    | Oui           | Oui                 | Non                | Oui                       | Oui            | Non                      | Oui                    | Oui                    |
| RealPlayer            | Oui           | Oui                 | Non                | Oui                       | Oui            | ?                        | Oui                    | ?                      |
| Rhapsody              | Oui           | Non                 | Non                | Non                       | Oui            | ?                        | Non                    | ?                      |
| Rhythmbox             | Oui           | Non                 | Non                | Non                       | Oui            | ?                        | Non                    | Non                    |
| SnackAmp              | Oui           | Non                 | Oui                | Non                       | Oui            | ?                        | ?                      | ?                      |
| Songbird              | Oui           | Oui                 | Non                | Oui                       | Oui            | Oui                      | Non                    | ?                      |
| Sonique               | Oui           | Partiel             | Non                | Oui                       | Non            | ?                        | ?                      | ?                      |
| The KMPlayer          | Oui           | Oui                 | Oui                | Oui                       | Oui            | Non                      | Oui                    | Oui                    |
| Tomahawk              | Oui           | Non                 | Oui                | Non                       | Oui            | ?                        | Non                    | Oui                    |
| Totem Movie Player    | Oui           | Oui                 | Non                | Non                       | Non            | Non                      | Oui                    | ?                      |
| Vidlizard             | Oui           | Oui                 | Non                | Oui                       | Non            | Oui                      | Non                    | Oui                    |
| VLC                   | Oui           | Oui                 | Oui                | Oui                       | Non            | Non                      | Oui                    | Oui                    |
| VUPlayer              | Oui           | Non                 | Non                | Non                       | Non            | Oui                      | Oui                    | ?                      |
| Winamp                | Oui           | Oui                 | Partiel            | Oui                       | Oui            | Oui                      | Oui                    | Partiel                |
| Windows Media Player  | Oui           | Oui                 | Partiel            | Oui                       | Oui            | Oui                      | Oui                    | ?                      |
| WMV Player            | Oui           | Oui                 | Non                | Non                       | Non            | N/A                      | Non                    | ?                      |
| xine                  | Oui           | Oui                 | Non                | Oui                       | Non            | Oui                      | Oui                    | ?                      |
| XMMS                  | Oui           | Partiel             | Partiel            | Oui                       | Non            | Partiel                  | Oui                    | Oui                    |
| XMPlay                | Oui           | Non                 | Partiel            | Oui                       | Oui            | Oui                      | Oui                    | ?                      |
| Zinf                  | Oui           | Non                 | Non                | Oui                       | Oui            | ?                        | ?                      | ?                      |
| Zoom Player           | Oui           | Oui                 | Oui                | Oui                       | Oui            | Non                      | Non                    | Oui                    |
|                       | Lecteur audio | Lecteur vidéo       | Outbound streaming | Apparence personnalisable | Media Database | Gapless MP3/AAC Decoding | Visualisation musicale | Remote Controllable    |

La table de comparaison générale et des informations techniques pour un nombre des lecteurs multimédias. Regarder les articles individuels pour plus d'information. Cet article n'est pas entièrement à jour. Des liens externes contiennent des plugins ou/et extensions pour ajouter des options à ses lecteurs.

## Protocoles Internet pris en charge
Informations à propos des protocoles que le lecteur supporte, dans le but de lire des flux audio ou vidéo en continu (streaming). Les références renvoient à des informations sur le support de formats à venir dans des versions futures ou à des filtres et/ou plugins proposant cette fonctionnalité.
|                       | HTTP | RTSP | MMS | Podcasting |
| --------------------- | ---- | ---- | --- | ---------- |
| AlsaPlayer            | Oui  | Non  | Non | Non        |
| ALShow                | Oui  | Non  | Oui | Non        |
| Amarok                | Oui  | Oui  | Oui | Oui        |
| Audacious             | Oui  | Oui  | Non | Non        |
| Audion                | Oui  | Non  | Non | Non        |
| Banshee               | Oui  | Non  | Non | Oui        |
| BSplayer              | Oui  | ?    | ?   | ?          |
| Cmus                  | Oui  | Non  | Non | Non        |
| Cog                   | Non  | Non  | Non | Non        |
| DeliPlayer            | Oui  | Non  | Non | Non        |
| Elecard MPEG Player   | Oui  | Oui  | Non | Non        |
| foobar2000            | Oui  | Non  | Non | Partiel    |
| iTunes                | Oui  | Oui  | Non | Oui        |
| JetAudio              | ?    | Oui  | Non | ?          |
| JuK                   | ?    | ?    | ?   | ?          |
| KSP Sound Player      | Oui  | ?    | Oui | Oui        |
| Light Alloy           | ?    | ?    | ?   | ?          |
| Listen                | Oui  | Oui  | Non | Oui        |
| Mac Blu-ray Player    | Oui  | Oui  | ?   | ?          |
| MediaFrame            | Oui  | Oui  | Non | ?          |
| Media Center          | Oui  | ?    | ?   | Oui        |
| MediaMonkey           | Oui  | Non  | Non | Non        |
| Media Player Classic  | Oui  | Oui  | Oui | ?          |
| MPlayer               | Oui  | Oui  | Oui | ?          |
| MusicBee              | Oui  | ?    | ?   | Oui        |
| Musicmatch Jukebox    | Oui  | ?    | ?   | ?          |
| musikCube             | Oui  | Non  | Non | ?          |
| NicePlayer            | ?    | ?    | ?   | ?          |
| QuickPlayer           | Non  | Non  | Non | Non        |
| QuickTime             | Oui  | Oui  | Non | ?          |
| Quintessential Player | Oui  | Oui  | Oui | Oui        |
| Radioactive Player    | Non  | Non  | Non | Non        |
| RealPlayer            | Oui  | Oui  | Oui | Oui        |
| Rhapsody              | Oui  | Oui  | Oui | Oui        |
| Rhythmbox             | Oui  | Oui  | Non | Partiel    |
| SnackAmp              | Oui  | Non  | Non | Oui        |
| Songbird              | Oui  | ?    | Non | ?          |
| Sonique               | Oui  | ?    | ?   | ?          |
| The KMPlayer          | Oui  | Non  | Oui | Non        |
| Tomahawk              | Oui  | Oui  | Oui | Non        |
| Totem Movie Player    | Oui  | Oui  | ?   | Oui        |
| Vidlizard             | Non  | Non  | Non | Non        |
| VLC media player      | Oui  | Oui  | Oui | Oui        |
| VUPlayer              | Oui  | ?    | ?   | ?          |
| Winamp                | Oui  | Non  | Oui | Oui        |
| Windows Media Player  | Oui  | Oui  | Oui | Oui        |
| xine                  | Oui  | Oui  | Oui | ?          |
| XMMS                  | Oui  | ?    | ?   | ?          |
| XMPlay                | Oui  | ?    | Oui | Oui        |
| Zinf                  | Oui  | Oui  | Non | Non        |
| Zoom Player           | Oui  | Non  | Oui | Oui        |
|                       | HTTP | RTSP | MMS | Podcasting |

## Format audio pris en charge
|                      | compression avec perte | compression avec perte | compression avec perte | compression avec perte | compression avec perte | compression avec perte | compression avec perte | compression sans perte | compression sans perte | compression sans perte | compression sans perte | compression sans perte |
| MP3                  | WMA                    | RealAudio              | Vorbis                 | Musepack               | AAC                    | AC3                    | APE                    | FLAC                   | ALAC                   | SHN                    | WV                     |                        |
| -------------------- | ---------------------- | ---------------------- | ---------------------- | ---------------------- | ---------------------- | ---------------------- | ---------------------- | ---------------------- | ---------------------- | ---------------------- | ---------------------- | ---------------------- |
| AlsaPlayer           | Oui                    | Non                    | Non                    | Oui                    | ?                      | ?                      | ?                      | Non                    | Oui                    | Non                    | Non                    | Non                    |
| Audacious            | Oui                    | Oui                    | Non                    | Oui                    | Oui                    | Oui                    | Oui                    | Non                    | Oui                    | Oui                    | Non                    | Oui                    |
| AudioKonvertor       | Oui                    | Oui                    | Oui                    | Oui                    | Oui                    | Oui                    | Oui                    | Oui                    | Oui                    | Oui                    | Oui                    | Oui                    |
| Clementine           | Oui                    | Oui                    | Oui                    | Oui                    | Oui                    | Oui                    | ?                      | Non                    | Oui                    | Oui                    | Oui                    | Oui                    |
| cmus                 | Oui                    | Non                    | Non                    | Oui                    | Oui                    | Oui                    | Non                    | Non                    | Oui                    | Non                    | Non                    | Non                    |
| iTunes               | Oui                    | Oui                    | Non                    | Oui                    | Non                    | Oui                    | Non                    | Non                    | Non                    | Oui                    | Non                    | Non                    |
| Mac Blu-ray Player   | Oui                    | Oui                    | Oui                    | Non                    | Non                    | Oui                    | Oui                    | Non                    | Non                    | Oui                    | Non                    | Non                    |
| MPlayer              | Oui                    | Oui                    | Oui                    | Oui                    | Oui                    | Oui                    | Oui                    | Oui                    | Oui                    | Oui                    | Oui                    | Oui                    |
| MusicBee             | Oui                    | Oui                    | Non                    | Oui                    | Oui                    | Oui                    | Oui                    | Oui                    | Oui                    | Oui                    | Oui                    | Oui                    |
| Music Player Daemon  | Oui                    | Non                    | Non                    | Oui                    | Oui                    | Oui                    | Non                    | Non                    | Oui                    | Non                    | Non                    | Non                    |
| Songbird             | Oui                    | Oui                    | Non                    | Oui                    | Non                    | Oui                    | Non                    | Non                    | Oui                    | Non                    | Non                    | Non                    |
| Tomahawk             | Oui                    | Oui                    | Non                    | Oui                    | Oui                    | Oui                    | Oui                    | Oui                    | Oui                    | Oui                    | Non                    | Oui                    |
| Windows Media Player | Oui                    | Oui                    | Non                    | Oui                    | Oui                    | Non                    | ?                      | Oui                    | Oui                    | ?                      | ?                      | Oui                    |

## Format vidéo pris en charge
Informations sur les codecs vidéo supportés par les lecteurs. Les références renvoient à des informations sur le support de formats à venir dans des versions futures ou à des filtres et/ou plugins proposant cette fonctionnalité.
|                       | MPEG-1 | MPEG-2  | MPEG-4  | WMV     | RealVideo           | Theora  | Flash   | FLC |
| --------------------- | ------ | ------- | ------- | ------- | ------------------- | ------- | ------- | --- |
| ALShow                | Oui    | Oui     | Oui     | Oui     | Non                 | Non     | Non     | ?   |
| Amarok                | Non    | Non     | Non     | Non     | Non                 | Non     | Non     | ?   |
| Audacious             | Non    | Non     | Non     | Non     | Non                 | Non     | Non     | ?   |
| Audion                | Non    | Non     | Non     | Non     | Non                 | Non     | Non     | ?   |
| Banshee               | Non    | Non     | Non     | Non     | Non                 | Non     | Non     | ?   |
| BSplayer              | Oui    | Oui     | Oui     | Oui     | Non                 | Non     | Non     | ?   |
| Cmus                  | Non    | Non     | Non     | Non     | Non                 | Non     | Non     | ?   |
| Cog                   | Non    | Non     | Non     | Non     | Non                 | Non     | Non     | ?   |
| DeliPlayer            | Non    | Non     | Non     | Non     | Non                 | Non     | Non     | ?   |
| Elecard MPEG Player   | Oui    | Oui     | Oui     | Non     | Non                 | Non     | Non     | ?   |
| foobar2000            | Non    | Non     | Non     | Non     | Non                 | Non     | Non     | ?   |
| iTunes                | Oui    | Partiel | Oui     | Partiel | Non                 | Partiel | Oui     | ?   |
| JetAudio              | Oui    | Oui     | ?       | Oui     | Oui                 | Oui     | Non     | ?   |
| JuK                   | Non    | Non     | Non     | Non     | Non                 | Non     | Non     | ?   |
| KSP Sound Player      | Non    | Non     | Non     | Non     | Non                 | Non     | Non     | ?   |
| Light Alloy           | Oui    | Oui     | Partiel | Oui     | Partiel             | Partiel | Non     | ?   |
| Mac Blu-ray Player    | Oui    | Oui     | Oui     | Oui     | Oui                 | Non     | Non     | ?   |
| MediaFrame            | Oui    | Non     | Oui     | Non     | Non                 | Non     | Non     | ?   |
| Media Center          | Oui    | Oui     | Oui     | Oui     | Oui                 | ?       | Partiel | ?   |
| MediaMonkey           | Non    | Non     | Non     | Non     | Non                 | Non     | Non     | ?   |
| Media Player Classic  | Oui    | Oui     | Partiel | Oui     | Partiel             | Partiel | Partiel | ?   |
| MPlayer               | Oui    | Oui     | Oui     | Oui     | Oui                 | Oui     | Oui     | Oui |
| Musicmatch Jukebox    | Oui    | Oui     | Non     | Non     | Non                 | Non     | Non     | ?   |
| musikCube             | Non    | Non     | Non     | Non     | Non                 | Non     | Non     | ?   |
| NicePlayer            | Oui    | Partiel | Oui     | Partiel | Non                 | Partiel | Oui     | ?   |
| QuickPlayer           | Non    | Non     | Non     | Non     | Non                 | Non     | Non     | ?   |
| QuickTime             | Oui    | Partiel | Oui     | Partiel | Non                 | Partiel | Oui     | ?   |
| Quintessential Player | Oui    | Non     | Non     | Oui     | Non                 | Non     | Non     | ?   |
| Quickview pro         | Oui    | Oui     | Oui     | Non     | Non                 | Non     | Non     | Oui |
| Radioactive Player    | Oui    | Oui     | Partiel | Oui     | Partiel             | Partiel | Oui     | ?   |
| RealPlayer            | Oui    | Oui     | Oui     | Oui     | Oui                 | Partiel | Oui     | ?   |
| Rhapsody              | Non    | Non     | Non     | Non     | Oui                 | Non     | Non     | ?   |
| Rhythmbox             | Non    | Non     | Non     | Non     | Non                 | Non     | Non     | ?   |
| Songbird              | Non    | Non     | Non     | Non     | Non                 | Non     | Non     | ?   |
| Sonique               | Non    | Non     | Non     | Non     | Non                 | Non     | Non     | ?   |
| The KMPlayer          | Oui    | Oui     | Oui     | Oui     | Oui                 | Oui     | Oui     | Oui |
| Totem Movie Player    | Oui    | Oui     | Oui     | Oui     | Oui                 | Oui     | Non     | ?   |
| VLC                   | Oui    | Oui     | Oui     | Oui     | (only sound output) | Oui     | Oui     | Oui |
| Vidlizard             | Oui    | Oui     | Partiel | Oui     | Partiel             | Partiel | Non     | ?   |
| VUPlayer              | Non    | Non     | Non     | Non     | Non                 | Non     | Non     | ?   |
| Winamp                | Oui    | Partiel | Partiel | Oui     | Partiel             | Non     | Non     | ?   |
| Windows Media Player  | Oui    | Oui     | Partiel | Oui     | Partiel             | Partiel | Oui     | ?   |
| WMV Player            | Non    | Non     | Non     | Oui     | Non                 | Non     | Non     | ?   |
| xine                  | Oui    | Oui     | Oui     | Oui     | Oui                 | Oui     | Oui     | ?   |
| XMMS                  | Non    | Non     | Non     | Non     | Non                 | Non     | Non     | ?   |
| XMPlay                | Non    | Non     | Non     | Non     | Non                 | Non     | Non     | ?   |
| Zinf                  | Non    | Non     | Non     | Non     | Non                 | Non     | Non     | ?   |
| Zoom Player           | Oui    | Oui     | Oui     | Oui     | Partiel             | Non     | Non     | ?   |
|                       | MPEG-1 | MPEG-2  | MPEG-4  | WMV     | RealVideo           | Theora  | Flash   | FLC |

## Format conteneursupporté
Informations sur les formats conteneur que les lecteurs supportent. Les références renvoient à des informations sur le support de formats à venir dans des versions futures ou à des filtres et/ou plugins proposant cette fonctionnalité.
|                       | AVI | ASF                            | QuickTime | Ogg         | OGM     | Matroska | MP4      |
| --------------------- | --- | ------------------------------ | --------- | ----------- | ------- | -------- | -------- |
| AlsaPlayer            | Non | Non                            | Non       | Oui         | ?       | Non      | Non      |
| ALShow                | Oui | Oui                            | Oui       | Vorbis only | Oui     | Oui      | Oui      |
| Amarok                | Oui | Oui                            | Oui       | Oui         | Basic   | Basic    | Oui      |
| Audacious             | Non | Oui                            | Non       | Oui         | Oui     | Non      | Oui      |
| Audion                | Non | Non                            | Non       | Non         | Non     | Non      | Non      |
| BSplayer              | Oui | Oui                            | Partiel   | Oui         | Oui     | Partiel  | Partiel  |
| Clementine            | Oui | Oui                            | Oui       | Oui         | ?       | Oui      | Oui      |
| Cmus                  | Non | Non                            | Non       | Vorbis only | Non     | Non      | AAC only |
| Cog                   | Non | Non                            | Non       | Oui         | Non     | Non      | Non      |
| DeliPlayer            | Non | Non                            | Non       | ?           | Non     | Non      | Non      |
| Elecard MPEG Player   | Oui | Non                            | Non       | Non         | Non     | Non      | Oui      |
| foobar2000            | Non | Oui                            | Non       | Oui         | Non     | Partiel  | Oui      |
| iTunes                | Non | Win: yes Mac: file is parsable | Oui       | Partiel     | Non     | Non      | Oui      |
| JetAudio              | Oui | Oui                            | Non       | Oui         | Oui     | Oui      | Non      |
| JuK                   | ?   | ?                              | ?         | ?           | ?       | ?        | ?        |
| KSP Sound Player      | Non | Non                            | Non       | Oui         | Oui     | ?        | Oui      |
| Light Alloy           | Oui | Oui                            | Partiel   | Oui         | Partiel | Partiel  | ?        |
| Listen                | Oui | Oui                            | Oui       | Oui         | Oui     | Oui      | Oui      |
| Mac Blu-ray Player    | Oui | Non                            | Non       | Non         | Non     | Non      | Oui      |
| MediaFrame            | Non | Non                            | Non       | ?           | Non     | Non      | Oui      |
| Media Center          | Oui | Oui                            | ?         | Oui         | ?       | ?        | ?        |
| MediaMonkey           | Non | Non                            | Non       | Oui         | Non     | Non      | Non      |
| Media Player Classic  | Oui | Oui                            | Oui       | Oui         | Oui     | Oui      | Oui      |
| MPlayer               | Oui | Oui                            | Oui       | Oui         | Oui     | Oui      | Oui      |
| MPXPLAY               | Oui | Oui                            | Non       | Oui         | ?       | ?        | Oui      |
| Music Player Daemon   | Non | Non                            | Non       | Vorbis only | Non     | Non      | AAC only |
| Musicmatch Jukebox    | Oui | Oui                            | Non       | ?           | Non     | Non      | Non      |
| musikCube             | Non | Non                            | Non       | ?           | Non     | Non      | Non      |
| NicePlayer            | Oui | Partiel                        | Oui       | Partiel     | Non     | ?        | Oui      |
| QuickPlayer           | Non | Oui                            | Non       | ?           | Non     | Non      | Non      |
| QuickTime             | Oui | Partiel                        | Oui       | Partiel     | Non     | ?        | Oui      |
| Quickview pro         | Oui | Non                            | Oui       | Non         | Non     | Non      | ?        |
| Quintessential Player | Oui | Oui                            | ?         | ?           | ?       | ?        | ?        |
| Radioactive Player    | Oui | Oui                            | Non       | Partiel     | Partiel | Partiel  | Non      |
| RealPlayer            | Oui | Oui                            | Oui       | Oui         | Oui     | Non      | Oui      |
| Rhapsody              | Non | Non                            | Non       | Non         | Non     | Non      | Non      |
| Rhythmbox             | ?   | ?                              | ?         | Oui         | ?       | ?        | ?        |
| Songbird              | Oui | Non                            | Non       | Oui         | Non     | Non      | Oui      |
| Sonique               | Non | Non                            | Non       | Oui         | Non     | Non      | Non      |
| The KMPlayer          | Oui | Oui                            | Oui       | Oui         | Oui     | Oui      | Oui      |
| Totem Movie Player    | Oui | Oui                            | Oui       | Oui         | Oui     | Oui      | Oui      |
| Vidlizard             | Oui | Oui                            | Partiel   | Oui         | Partiel | Partiel  | ?        |
| VLC                   | Oui | Oui                            | Oui       | Oui         | Oui     | Oui      | Oui      |
| VUPlayer              | Non | Non                            | Non       | Vorbis only | Non     | Non      | Non      |
| Winamp                | Oui | Oui                            | Partiel   | Oui         | Partiel | Partiel  | Oui      |
| Windows Media Player  | Oui | Oui                            | Partiel   | Partiel     | Partiel | Partiel  | Partiel  |
| WMV Player            | Oui | Oui                            | Non       | Non         | Non     | Non      | Non      |
| xine                  | Oui | Oui                            | Oui       | Oui         | Oui     | Oui      | Oui      |
| XMMS                  | Non | Non                            | Non       | Vorbis only | Non     | Non      | Non      |
| XMPlay                | Non | Non                            | Non       | Vorbis only | Non     | Non      | Non      |
| Zinf                  | Non | Non                            | Non       | ?           | Non     | Non      | Non      |
| Zoom Player           | Oui | Oui                            | Partiel   | Partiel     | Partiel | Partiel  | Partiel  |
|                       | AVI | ASF                            | QuickTime | Ogg         | OGM     | Matroska | MP4      |

## Format optique pris en charge
Information sur les disques optiques que supportent les lecteurs. Les références renvoient à des informations sur le support de formats à venir dans des versions futures ou à des filtres et/ou plugins proposant cette fonctionnalité.
|                       | Audio | Audio     | Audio     | Audio | Video | Video | Video  | Video   | Video   |
| CD                    | SACD  | DVD-Audio | HDCD      | VCD   | SVCD  | DVD   | HD DVD | Blu-ray |         |
| --------------------- | ----- | --------- | --------- | ----- | ----- | ----- | ------ | ------- | ------- |
| AlsaPlayer            | Oui   | Non       | Non       | Non   | Non   | Non   | Non    | Non     | Non     |
| ALShow                | Oui   | Non       | Non       | Non   | ?     | ?     | Oui    | Non     | Non     |
| Amarok                | Oui   | Non       | Non       | Non   | Non   | Non   | Non    | Non     | Non     |
| Audacious             | Oui   | Non       | Non       | Non   | Non   | Non   | Non    | Non     | Non     |
| Audion                | Oui   | Non       | Non       | Non   | Non   | Non   | Non    | Non     | Non     |
| BSplayer              | Oui   | Non       | Non       | Non   | Non   | Non   | Oui    | Non     | Non     |
| Cmus                  | Non   | Non       | Non       | Non   | Non   | Non   | Non    | Non     | Non     |
| Cog                   | Non   | Non       | Non       | Non   | Non   | Non   | Non    | Non     | Non     |
| DeliPlayer            | Non   | Non       | Non       | Non   | Non   | Non   | Non    | Non     | Non     |
| Elecard MPEG Player   | Non   | Non       | Non       | Non   | Non   | Non   | Non    | Non     | Non     |
| foobar2000            | Oui   | Non       | Non       | Non   | Non   | Non   | Non    | Non     | Non     |
| iTunes                | Oui   | Non       | Non       | Non   | Non   | Non   | Non    | Non     | Non     |
| JetAudio              | Oui   | Non       | Non       | Non   | Oui   | Oui   | Oui    | Non     | Non     |
| JuK                   | ?     | Non       | Non       | Non   | ?     | ?     | ?      | Non     | Non     |
| KSP Sound Player      | Oui   | ?         | ?         | Non   | Non   | Non   | Non    | Non     | Non     |
| Light Alloy           | Oui   | ?         | ?         | ?     | Oui   | Oui   | Oui    | Non     | Non     |
| Mac Blu-ray Player    | Oui   | Non       | Non       | Oui   | Oui   | ?     | Oui    | Oui     | Oui     |
| MediaFrame            | Non   | Non       | Non       | Non   | Non   | Non   | Non    | Non     | Non     |
| Media Center          | Oui   | Non       | Non       | Non   | ?     | ?     | Oui    | Non     | Non     |
| MediaMonkey           | Oui   | Non       | Non       | Non   | Non   | Non   | Non    | Non     | Non     |
| Media Player Classic  | Oui   | Non       | Non       | Non   | Oui   | Oui   | Oui    | Non     | Non     |
| MPlayer               | Oui   | Non       | Non       | Non   | Oui   | Oui   | Oui    | Non     | Non     |
| Musicmatch Jukebox    | Oui   | Non       | Non       | Non   | ?     | ?     | ?      | Non     | Non     |
| musikCube             | Oui   | Non       | Non       | Non   | Non   | Non   | Non    | Non     | Non     |
| NicePlayer            | Non   | Non       | Non       | Non   | Oui   | Oui   | Oui    | Non     | Non     |
| QuickPlayer           | Oui   | Non       | Non       | Non   | Non   | Non   | Non    | Non     | Non     |
| QuickTime             | Oui   | Non       | Non       | Non   | Oui   | Oui   | Non    | Non     | Non     |
| Quickview pro         | Oui   | Non       | Non       | Non   | Oui   | Non   | Non    | Non     | Non     |
| Quintessential Player | Oui   | Non       | Non       | Non   | ?     | ?     | ?      | Non     | Non     |
| Radioactive Player    | Non   | Non       | Non       | Non   | Non   | Non   | Non    | Non     | Non     |
| RealPlayer            | Oui   | Non       | Non       | Non   | Oui   | Oui   | Oui    | Non     | Non     |
| Rhapsody              | Oui   | Non       | Non       | Non   | Non   | Non   | Non    | Non     | Non     |
| Rhythmbox             | Oui   | Non       | Non       | Non   | Non   | Non   | Non    | Non     | Non     |
| Songbird              | Oui   | Non       | Non       | Non   | Non   | Non   | Non    | Non     | Non     |
| Sonique               | Oui   | Non       | Non       | Non   | Non   | Non   | Non    | Non     | Non     |
| The KMPlayer          | Oui   | Non       | Non       | Non   | Oui   | Oui   | Oui    | Non     | Non     |
| Totem Movie Player    | Oui   | Non       | Non       | Non   | Oui   | Oui   | Oui    | Non     | Non     |
| Vidlizard             | Oui   | Non       | Non       | Non   | Oui   | Oui   | Oui    | Non     | Non     |
| VLC                   | Oui   | Non       | Non       | Non   | Oui   | Oui   | Oui    | Oui     | Oui     |
| VUPlayer              | Oui   | Non       | Non       | Non   | Non   | Non   | Non    | Non     | Non     |
| Winamp                | Oui   | Non       | Non       | Oui   | Non   | Non   | Non    | Non     | Non     |
| Windows Media Player  | Oui   | Non       | Non       | Oui   | Oui   | Non   | Oui    | Non     | Non     |
| WMV Player            | Non   | Non       | Non       | Non   | Non   | Non   | Non    | Non     | Non     |
| xine                  | Oui   | Non       | Non       | Non   | Oui   | Oui   | Oui    | Non     | Non     |
| XMMS                  | Oui   | Non       | Non       | Non   | Non   | Non   | Non    | Non     | Non     |
| XMPlay                | Oui   | Non       | Non       | Non   | Non   | Non   | Non    | Non     | Non     |
| Zinf                  | Oui   | Non       | Non       | Non   | Non   | Non   | Non    | Non     | Non     |
| Zoom Player           | Oui   | Non       | Non       | Non   | Oui   | Non   | Oui    | Non     | Non     |
|                       | CD    | SACD      | DVD-Audio | HDCD  | VCD   | SVCD  | DVD    | HD DVD  | Blu-ray |

## Métadonnées prises en charge
Information sur les métadonnées, ou tags que les lecteurs supportent.
La plupart des autres conteneurs ont leurs propres formats de métadonnées et les lecteurs les gèrent. Les références renvoient à des informations sur le support de formats à venir dans des versions futures ou à des filtres et/ou plugins proposant cette fonctionnalité.
|                       | ID3v1   | ID3v2   | APEv2 tag | Vorbis commenté |
| --------------------- | ------- | ------- | --------- | --------------- |
| AlsaPlayer            | Oui     | Oui     | Non       | ?               |
| ALShow                | Oui     | Oui     | Non       | Oui             |
| Amarok                | Oui     | Oui     | Oui       | Oui             |
| Audacious             | Oui     | Oui     | Oui       | Oui             |
| Audion                | Oui     | Oui     | Non       | Non             |
| BSplayer              | Oui     | Oui     | Non       | ?               |
| Clementine            | Oui     | Oui     | ?         | Oui             |
| Cmus                  | Oui     | Oui     | Oui       | Oui             |
| Cog                   | Oui     | Oui     | Oui       | Oui             |
| DeliPlayer            | Oui     | Oui     | Non       | ?               |
| Elecard MPEG Player   | Non     | Non     | Non       | Non             |
| foobar2000            | Oui     | Oui     | Oui       | Oui             |
| iTunes                | Oui     | Oui     | Non       | ?               |
| JetAudio              | Oui     | Oui     | ?         | ?               |
| JuK                   | Oui     | Oui     | Oui       | Oui             |
| KSP Sound Player      | Oui     | Oui     | Partiel   | Oui             |
| Light Alloy           | ?       | ?       | ?         | ?               |
| Listen                | Oui     | Oui     | Oui       | Oui             |
| MediaFrame            | Non     | Non     | Non       | ?               |
| Media Center          | Oui     | Oui     | Oui       | Oui             |
| MediaMonkey           | Oui     | Oui     | Oui       | Oui             |
| Media Player Classic  | Oui     | Non     | ?         | ?               |
| MPlayer               | Oui     | Non     | Non       | Oui             |
| MPXPLAY               | Oui     | Oui     | Oui       | Oui             |
| Music Player Daemon   | Oui     | Oui     | Non       | Oui             |
| Musicmatch Jukebox    | Oui     | Oui     | Non       | ?               |
| musikCube             | Oui     | Oui     | Oui       | ?               |
| Muzikbrowzer          | Oui     | Oui     | Non       | Oui             |
| NicePlayer            | Non     | Non     | Non       | ?               |
| QuickPlayer           | Partiel | Partiel | Non       | ?               |
| QuickTime             | Oui     | Oui     | ?         | ?               |
| Quintessential Player | Oui     | Oui     | ?         | Oui             |
| Radioactive Player    | Oui     | Oui     | ?         | ?               |
| RealPlayer            | Oui     | Oui     | ?         | Non             |
| Rhapsody              | Oui     | Oui     | Non       | Non             |
| Rhythmbox             | Oui     | Oui     | ?         | Oui             |
| SnackAmp              | Oui     | Oui     | Non       | ?               |
| Songbird              | Oui     | Oui     | ?         | ?               |
| Sonique               | Oui     | Non     | ?         | ?               |
| The KMPlayer          | Oui     | Oui     | Oui       | ?               |
| Tomahawk              | Oui     | Oui     | Oui       | Oui             |
| Totem Movie Player    | Oui     | Oui     | Oui       | ?               |
| Vidlizard             | Oui     | Oui     | Non       | Non             |
| VLC                   | Oui     | Oui     | Non       | Oui             |
| VUPlayer              | Oui     | Oui     | Oui       | ?               |
| Winamp                | Oui     | Oui     | Partiel   | Oui             |
| Windows Media Player  | Oui     | Oui     | ?         | ?               |
| WMV Player            | ?       | ?       | Non       | ?               |
| xine                  | Oui     | Partiel | ?         | Oui             |
| XMMS                  | Oui     | Oui     | Non       | Oui             |
| XMPlay                | Oui     | Oui     | Oui       | ?               |
| Zinf                  | Oui     | Oui     | Non       | Oui             |
|                       | ID3v1   | ID3v2   | APEv2 tag | Vorbis commenté |

## Sous-titrage supporté
Informations sur les types de sous-titre que les lecteurs supportent. Les sous-titres DVD ne sont pas listés étant donné que les lecteurs doivent supporter toutes les fonctionnalités DVD ou aucune. Les notes de bas de pages donnent plus d'informations sur de futurs possibles supports de ces fonctionnalités.
|                       | Bitmap                  | Text                    | Text          | Text           | Text            |                  |                  |            |
| VobSub (.idx+.sub)    | SubStation Alpha (.ssa) | SubRip (.srt)           | Sami (.smi)   | RealText (.rt) | MicroDVD (.sub) | SubViewer (.sub) | TXT (.txt)       |            |
| --------------------- | ----------------------- | ----------------------- | ------------- | -------------- | --------------- | ---------------- | ---------------- | ---------- |
| ALShow                | Oui                     | Non                     | Oui           | Oui            | Non             | ?                | ?                | ?          |
| Amarok                | Non                     | Non                     | Non           | Non            | Non             | ?                | ?                | ?          |
| Audacious             | Non                     | Non                     | Non           | Non            | Non             | ?                | ?                | ?          |
| Audion                | Non                     | Non                     | Non           | Non            | Non             | ?                | ?                | ?          |
| BSplayer              | Oui                     | Oui                     | Oui           | Oui            | Non             | ?                | ?                | ?          |
| Cmus                  | Non                     | Non                     | Non           | Non            | Non             | Non              | Non              | Non        |
| Cog                   | Non                     | Non                     | Non           | Non            | Non             | ?                | ?                | ?          |
| DeliPlayer            | Non                     | Non                     | Non           | Non            | Non             | ?                | ?                | ?          |
| Elecard MPEG Player   | Non                     | Non                     | Non           | Non            | Non             | ?                | ?                | ?          |
| foobar2000            | Non                     | Non                     | Non           | Non            | Non             | ?                | ?                | ?          |
| iTunes                | Non                     | Non                     | Non           | Non            | Non             | ?                | ?                | ?          |
| JetAudio              | Non                     | Oui                     | Oui           | Non            | Non             | ?                | ?                | ?          |
| JuK                   | Non                     | Non                     | Non           | Non            | Non             | ?                | ?                | ?          |
| KSP Sound Player      | Non                     | Non                     | Non           | Non            | Non             | ?                | ?                | ?          |
| Light Alloy           | Oui                     | Oui                     | Oui           | Non            | Non             | ?                | ?                | ?          |
| Mac Blu-ray Player    | Oui                     | ?                       | Oui           | Oui            | Non             | ?                | ?                | ?          |
| Media Center          | ?                       | ?                       | ?             | ?              | ?               | ?                | ?                | ?          |
| MediaFrame            | Non                     | Non                     | Non           | Non            | Non             | ?                | ?                | ?          |
| MediaMonkey           | Non                     | Non                     | Non           | Non            | Non             | ?                | ?                | ?          |
| Media Player Classic  | Oui                     | Oui                     | Oui           | Oui            | Oui             | Oui              | ?                | Oui        |
| MPlayer               | Oui                     | Oui                     | Oui           | Oui            | Oui             | Oui              | Oui              | Oui        |
| Musicmatch Jukebox    | Non                     | Non                     | Non           | Non            | Non             | ?                | ?                | ?          |
| musikCube             | Non                     | Non                     | Non           | Non            | Non             | ?                | ?                | ?          |
| NicePlayer            | Non                     | Non                     | Oui           | Non            | Non             | Oui              | ?                | ?          |
| QuickPlayer           | Non                     | Non                     | Non           | Non            | Non             | ?                | ?                | ?          |
| QuickTime             | Non                     | Non                     | Non           | Non            | Non             | Non              | Non              | Non        |
| Quickview pro         | Non                     | Oui                     | Oui           | Non            | Non             | Oui              | Oui              | Oui        |
| Quintessential Player | Non                     | Non                     | Non           | Non            | Non             | ?                | ?                | ?          |
| Radioactive Player    | Non                     | Non                     | Non           | Non            | Non             | ?                | ?                | ?          |
| RealPlayer            | Oui                     | Non                     | Oui           | Non            | Oui             | ?                | ?                | ?          |
| Rhapsody              | Non                     | Non                     | Non           | Non            | Non             | ?                | ?                | ?          |
| Rhythmbox             | Non                     | Non                     | Non           | Non            | Non             | Non              | Non              | Non        |
| Songbird              | Non                     | Non                     | Non           | Non            | Non             | ?                | ?                | ?          |
| Sonique               | Non                     | Non                     | Non           | Non            | Non             | ?                | ?                | ?          |
| The KMPlayer          | Oui                     | Oui                     | Oui           | Oui            | Oui             | Oui              | Oui              | Oui        |
| Totem Movie Player    | Oui                     | Partiel                 | Oui           | Non            | Non             | ?                | ?                | ?          |
| Vidlizard             | Oui                     | Oui                     | Oui           | Non            | Non             | ?                | ?                | ?          |
| VLC media player      | Oui                     | Partiel                 | Oui           | Oui            | Non             | ?                | ?                | ?          |
| VUPlayer              | Non                     | Non                     | Non           | Non            | Non             | ?                | ?                | ?          |
| Winamp                | Partiel                 | Partiel                 | Partiel       | Non            | Non             | ?                | ?                | ?          |
| Windows Media Player  | Partiel                 | Partiel                 | Partiel       | Oui            | Non             | ?                | ?                | ?          |
| WMV Player            | Non                     | Non                     | Non           | Non            | Non             | ?                | ?                | ?          |
| xine                  | Non                     | Non                     | Oui           | Oui            | Non             | ?                | ?                | ?          |
| XMMS                  | Non                     | Non                     | Non           | Non            | Non             | Non              | Non              | Non        |
| XMPlay                | Non                     | Non                     | Non           | Non            | Non             | ?                | ?                | ?          |
| Zinf                  | Non                     | Non                     | Non           | Non            | Non             | Non              | Non              | Non        |
| Zoom Player           | Partiel                 | Partiel                 | Partiel       | Non            | Non             | ?                | ?                | ?          |
|                       | VobSub (.idx+.sub)      | SubStation Alpha (.ssa) | SubRip (.srt) | Sami (.smi)    | RealText (.rt)  | MicroDVD (.sub)  | SubViewer (.sub) | TXT (.txt) |

## Formats de liste de lecture pris en charge
| Audio player       | asx/wax/wvx | M3U | PLS | XSPF |
| ------------------ | ----------- | --- | --- | ---- |
| AlsaPlayer         | ?           | Oui | Oui | ?    |
| Amarok             | ?           | Oui | ?   | ?    |
| Audacious          | Oui         | Oui | Oui | Oui  |
| Audion             | ?           | ?   | ?   | ?    |
| Clementine         | Oui         | Oui | Oui | Oui  |
| cmus               | ?           | ?   | ?   | ?    |
| Cog                | ?           | ?   | ?   | ?    |
| Exaile             | Oui         | Oui | Oui | Oui  |
| foobar2000         | Oui         | Oui | Oui | Oui  |
| Jack! The Knife    | Oui         | Oui | Oui | Oui  |
| JuK                | ?           | ?   | ?   | ?    |
| Listen             | ?           | ?   | ?   | ?    |
| Media Jukebox      | ?           | ?   | ?   | ?    |
| MediaMonkey        | ?           | ?   | ?   | ?    |
| MPXPLAY            | ?           | ?   | ?   | ?    |
| MusicBee           | ?           | Oui | ?   | ?    |
| Musicmatch Jukebox | ?           | ?   | ?   | ?    |
| musikCube          | ?           | ?   | ?   | ?    |
| Nightingale        | ?           | ?   | Oui | ?    |
| QuickPlayer        | ?           | ?   | ?   | ?    |
| Rhapsody           | ?           | ?   | ?   | ?    |
| Rhythmbox          | ?           | ?   | Oui | ?    |
| Sonique            | ?           | ?   | ?   | ?    |
| Tomahawk           | Non         | Oui | Non | Oui  |
| XMMS               | ?           | Oui | Oui | ?    |
| Zinf               | ?           | ?   | ?   | ?    |
| Audio player       | asx/wax/wvx | M3U | PLS | XSPF |

Voir aussi : La catégorie "Lecteur multimédia" pour d'autres lecteurs ne figurant pas dans ce comparatif (tels GOM Player...).